# Cantídio Drumond Neto
Cantídio Drumond Neto (Ponte Nova, 6 de agosto de 1934 – 13 de setembro de 2016) foi um médico brasileiro.
Graduado pela Universidade Federal do Rio de Janeiro (UFRJ) em 1957. Em 24 de julho de 2012 foi eleito Membro Honorário Nacional da Academia Nacional de Medicina (ANM).